# Antonio Delgado

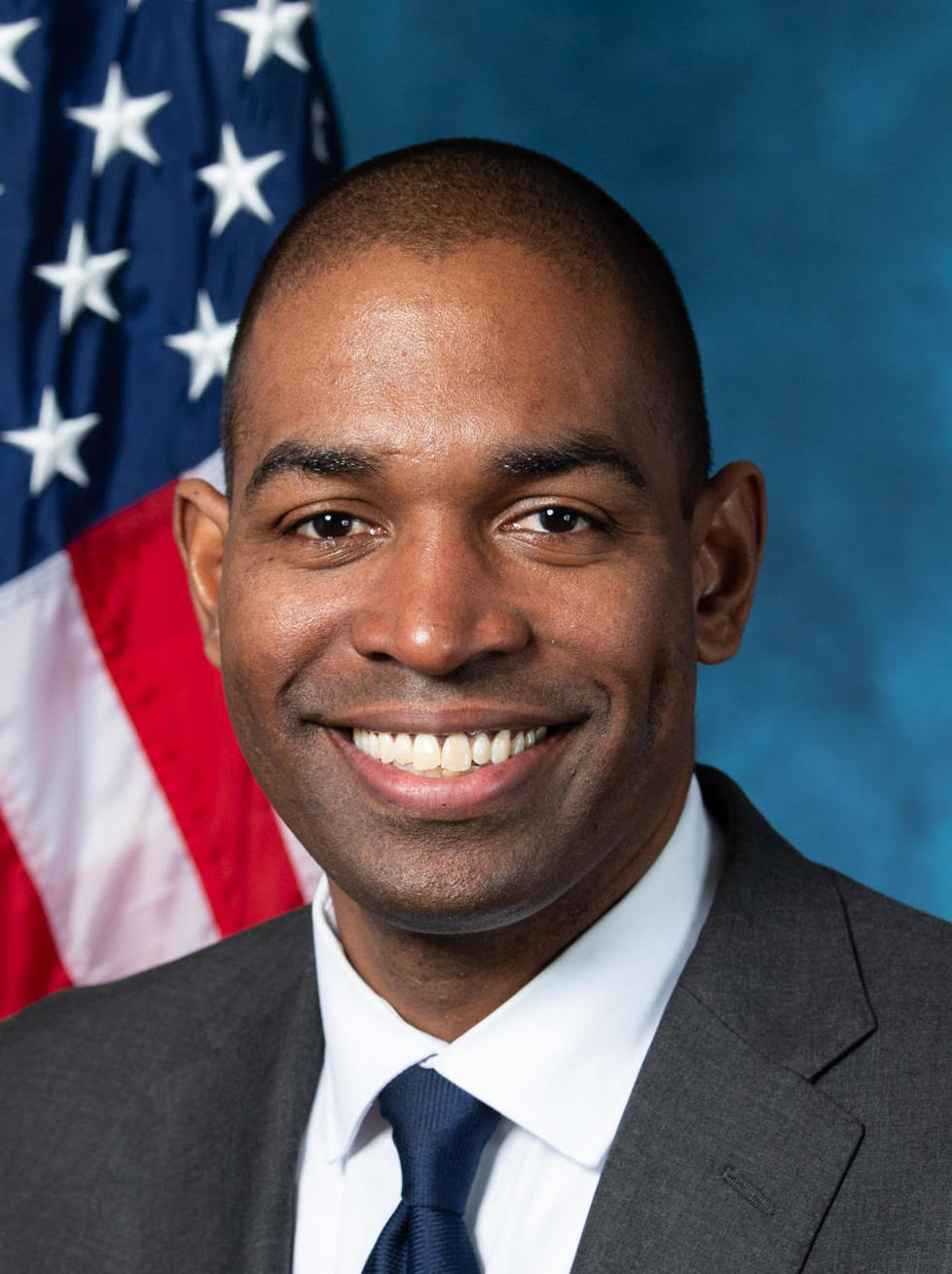
Antonio Delgado (2019)

Antonio Ramon Delgado (geboren am 28. Januar 1977 in Schenectady, New York) ist ein amerikanischer Politiker der Demokratischen Partei. Der Jurist gehörte von 2019 bis 2022 für den 19. Kongresswahlbezirk des Bundesstaates New York dem Repräsentantenhaus der Vereinigten Staaten an. Seit dem 25. Mai 2022 amtiert er als Vizegouverneur des Staates New York.

## Familie, Ausbildung und Beruf
Antonio Delgado ist der Sohn von Tony Delgado und Thelma P. Hill. Beide Eltern arbeiteten Vollzeit, zunächst bei General Electric; Delgado wuchs als Schlüsselkind in Schenectady auf, einer Stadt unmittelbar nördlich seines Kongresswahlbezirks. Er besuchte die dortige katholische High School und war Star der Basketballmannschaft der Schule.
Delgado begann sein Studium mit dem ursprünglichen Berufsziel Medizin an der Colgate University, spielte in der Basketballmannschaft mit Adonal Foyle und nahm 1996 an der NCAA Division I Basketball Championship teil. 2018 wurde er in die Upstate New York Basketball Hall of Fame aufgenommen. Für das Universitätsfernsehen machte er eine Politiksendung. Die Colgate University schloss Delgado 1999 mit dem Bachelorgrad in Philosophie und Politikwissenschaft ab. Er wurde als Rhodes Scholar ausgewählt und machte den Master in Philosophy, Politics and Economics 2001 an der Oxford University. Anschließend studierte er an der Harvard Law School, die er 2005 mit dem Juris Doctor abschloss. Dort lernte er Lacey Schwartz kennen, die er 2011 heiratete. Ihr Dokumentarfilm Little White Lies (2015) erzählt von ihrer Identitätssuche, nachdem sie – aufgewachsen als weiße Jüdin – im College erfuhr, dass ihr leiblicher Vater Afroamerikaner war.
Nach seinem Abschluss zog Delgado nach Los Angeles und stieg ins Musikgeschäft ein. Er leitete von 2005 bis 2009 die Musikproduktionsgesellschaft Statik Entertainment mit, die Hip-Hop mit dem Anspruch produzierte, gesellschaftliches und politisches Engagement zu fördern. Selbst nahm er unter dem Künstlernamen AD the Voice das 2006 erschienene Album Painfully Free auf, das aktuelle Themen wie Hurrikan Katrina, den Irakkrieg und Kapitalismus kritisch aufgriff. Von 2009 bis 2011 arbeitete Delgado für die Großkanzlei Brian D. Witzer in Los Angeles und zog dann mit seiner Frau nach New York, wo er bis Juli 2017 für die Kanzlei und Beraterfirma Akin Gump Strauss Hauer & Feld arbeitete und teils umstrittene Unternehmenskunden betreute, aber auch ehrenamtliche Mandate betreute. Nach der Geburt ihrer Zwillingssöhne zog die Familie nach Montclair (New Jersey) und Anfang 2017 zurück ins Hudson Valley, aus dem beide stammen, nach Rhinebeck, als sich die Aussicht auf eine Kongresskandidatur anbahnte. Delgados Söhne wachsen im jüdischen Glauben auf; er selbst ist nicht religiös.

## Politische Laufbahn

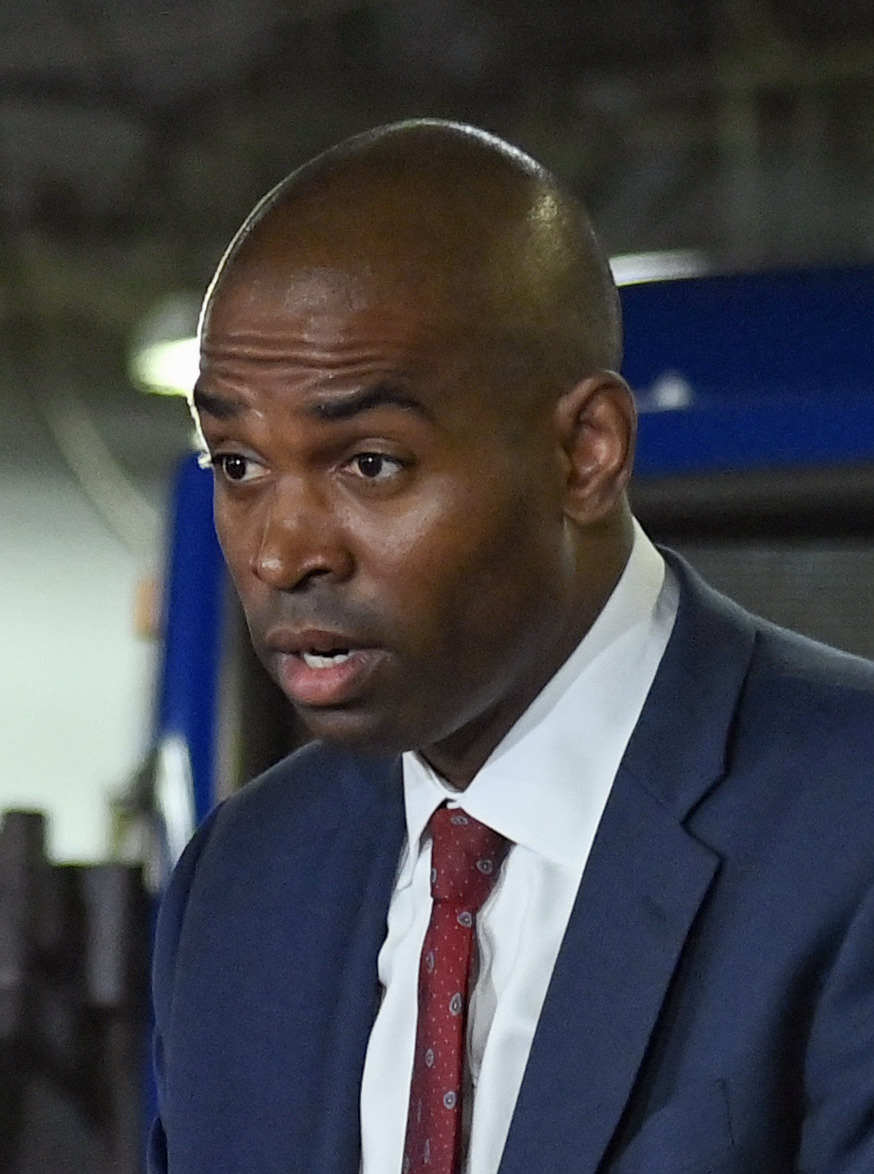
Vizegouverneur Antonio Delgado bei einem öffentlichen Auftritt im Juni 2022

Delgado beschreibt den Wahlsieg Donald Trumps als Auslöser für seine Entscheidung, in die Politik zu gehen. Er gab am 5. Juni 2017 bekannt, sich bei der Wahl 2018 für die Nominierung der Demokraten im 19. Kongresswahlbezirk New Yorks zu bewerben. Der ländliche, zu 87 Prozent von Weißen bewohnte Wahlkreis in Upstate New York ist eher konservativ geprägt und war von seiner Entstehung in der heutigen Form 2011 an in republikanischer Hand gewesen. Er umfasst das Lower Hudson Valley, Teile der Catskill Mountains und Vorstädte der Hauptstadt des Bundesstaates, Albany. In der innerparteilichen Vorwahl der Demokraten setzte sich Delgado mit 22,1 Prozent der Stimmen knapp gegen mehrere aussichtsreiche Mitbewerber durch, darunter den Irakkriegsveteran Pat Ryan (17,9 Prozent) und den früheren Pressereferenten Andrew Cuomos, Gareth Rhodes (17,8 Prozent). Der Vorwahlkampf war weitgehend sachorientiert und ohne Angriffe abgelaufen; Delgado hatte sich eher zentristisch positioniert, indem er sich für Anpassungen von Obamacare, aber gegen eine – von Parteilinken wie Bernie Sanders geforderte – allgemeine öffentliche Krankenversicherung sowie gegen eine Verpflichtung, bis 2035 nur noch erneuerbare Energien zu nutzen, aussprach.
Der bisherige Mandatsinhaber der Republikaner, John Faso, war bei der Wahl 2016 erstmals gewählt worden und hatte dabei einen Vorsprung von 10 Prozentpunkten auf seine demokratische Konkurrentin Zephyr Teachout erzielt, während bei der gleichzeitigen Präsidentschaftswahl Donald Trump in diesem Bezirk einen Vorsprung von 7 Prozentpunkten erhielt. 2008 und 2012 hatte Barack Obama dieses Gebiet gewonnen. In den Umfragen lagen Faso und Delgado weitgehend gleichauf, teilweise mit leichtem Vorsprung für Delgado, der auch um ein Vielfaches mehr Wahlkampfspenden einnahm. Faso, der ursprünglich moderate Positionen vertreten hatte, zeigte im Wahlkampf starke Verbundenheit zu Präsident Trump, unter anderem für die Abschaffung von Obamacare und die Politik der Trennung der Kinder von ihren geflüchteten Eltern. Der Kampagnenarm der Republikaner im Kongress ließ Wahlwerbespots schalten, in denen teils misogyne und andere provokante Ausschnitte aus Delgados früheren Hip-Hop-Songs gegen ihn verwendet wurden und er als unpatriotisch, rüpelhaft und fremd dargestellt wurde. Diese Form des Wahlkampfs zog Kritik und den Vorwurf des Rassismus auf sich. Delgado bemühte sich, die Obama-Trump-Wähler, die mit dem politischen System unzufrieden sind, wieder zurückzugewinnen. Zugleich nutzte er seine Verbindungen zu Obamas Unterstützernetzwerk, zu Anwaltskanzleien in New York City und zum dortigen Kongressabgeordneten Hakeem Jeffries und erhielt Unterstützung vom Congressional Black Caucus.
Bei der Hauptwahl im November 2018 setzte sich Delgado mit 51,4 zu 46,1 Prozent der Stimmen durch. Er gehörte dem Repräsentantenhaus ab dem 3. Januar 2019 an und war der erste Afroamerikaner und der erste Latino, der Upstate New York im Kongress vertritt. Dort gehörte er den Ausschüssen für Landwirtschaft, Kleingewerbe und Infrastruktur sowie vier Unterausschüssen an. Bis Mitte 2019 hielt Delgado 20 Townhall-Treffen mit Einwohnern seines Wahlkreises ab und brachte 14 Gesetzentwürfe ein, von denen laut Eigenangabe 10 überparteiliche Unterstützung hatten. Delgado setzte sich insbesondere für ländlichen Breitbandausbau, Entschuldung für Landwirte, Steueranreize für Craftbeerbrauereien und eine Reform der Gesundheitsversorgung ein. Zusammen mit seiner Frau begleitete er eine Delegation von Kongressabgeordneten der Demokraten nach Israel.
Bei der Wahl 2020 konnte er sein Mandat verteidigen. Seine Legislaturperiode im Repräsentantenhaus des 117. Kongresses wäre noch bis zum 3. Januar 2023 gelaufen. Am 3. Mai 2022 gab die Gouverneurin Kathy Hochul bekannt, ihn als neuen Vizegouverneur des Staates zu nominieren. Am 25. Mai 2022 legte er seinen Amtseid ab. Bei der Gouverneurswahl 2022 wurden Hochul und Delgado für eine volle Amtsperiode von vier Jahren gewählt. Gesetzlich ist der nächste Wahltermin auf den 3. November 2026 festgelegt.